# Tatiana Afanasjewa-Ehrenfest
Tatiana Aleksiejewna Afanasjewa-Ehrenfest (ros. Татьяна Алексеевна Афанасьева; ur. 19 listopada 1876 w Kijowie, zm. 14 kwietnia 1964 w Lejdzie) – matematyczka i fizyczka holenderska rosyjskiego pochodzenia, żona i współpracownica Paula Ehrenfesta, fizyka.

## Życiorys
Po śmierci ojca, Tatiana była wychowywana przez wuja w Petersburgu, gdzie wstąpiła do żeńskiego kolegium pedagogicznego. W roku 1902 przeniosła się na Uniwersytet w Getyndze. Podczas wykładów Hilberta poznała Paula Ehrenfesta, który zabiegając o nią doprowadził do zmiany reguł zabraniających kobietom prawa uczestnictwa w klubie matematyków. Wyszła za niego 21 grudnia 1904.
W 1907 roku oboje wyjechali do Sankt Petersburga, a ponieważ prawo rosyjskie zabraniało małżeństw między żydami i prawosławnymi (Ehrenfest był wyznawcą judaizmu, Tatiana była prawosławna) wspólnie ogłosili, że są bezwyznaniowi. 
Współpracowali ściśle w dziedzinie mechaniki statystycznej, sama Tatiana publikowała prace dotyczące teorii prawdopodobieństwa, entropii i pedagogiki nauczania.
Po wyjeździe do Lejdy w roku 1912 pozostała tam już do końca życia. Miała z Ehrenfestem dwie córki: Tatianę (1905–1984), która również została matematyczką, Galinę (1910–1979), autorkę i ilustratorkę książek dla dzieci, a także dwóch synów: Paula juniora (1915–1939), fizyka i Wasyla (1918–1933).